# اچ‌ام‌اس گرامپوس (ان۵۶)
اچ‌ام‌اس گرامپوس (ان۵۶) (به انگلیسی: HMS Grampus (N56)) یک زیردریایی بود که طول آن ۲۹۳ فوت (۸۹ متر) بود. این زیردریایی در سال ۱۹۳۶ ساخته شد.